# Oliver Skipp
Oliver Skipp (Welwyn Garden City, Inglaterra, 16 de septiembre de 2000) es un futbolista británico que juega en la posición de centrocampista para el Leicester City F. C. de la EFL Championship de Inglaterra.

## Trayectoria
Tras empezar a formarse como futbolista en las categorías inferiores del Tottenham Hotspur F. C., finalmente el 29 de agosto de 2018 ascendió al primer equipo tras firmar un contrato por tres años. Hizo su debut el 31 de octubre de 2018 contra el West Ham United F. C. en la Copa de la Liga. Su debut en la Premier League se produjo el 5 de diciembre del mismo año contra el Southampton F. C. tras sustituir a Kieran Trippier en el minuto 87.
El 17 de agosto de 2020 fue cedido al Norwich City F. C. una temporada. En esta ayudó al equipo a ascender a la Premier League y regresó a Londres, donde estuvo otras tres campañas antes de marcharse definitivamente habiendo jugado un total de 106 partidos con el club.
El 19 de agosto de 2024 fue traspasado al Leicester City F. C. y firmó un contrato hasta 2029.

## Estadísticas

### Clubes
Actualizado al último partido disputado el 25 de mayo de 2025.
| Club                               | Div.          | Temporada     | Liga  | Liga  | Copas nacionales | Copas nacionales | Copas internacionales | Copas internacionales | Total | Total |
| Club                               | Div.          | Temporada     | Part. | Goles | Part.            | Goles            | Part.                 | Goles                 | Part. | Goles |
| ---------------------------------- | ------------- | ------------- | ----- | ----- | ---------------- | ---------------- | --------------------- | --------------------- | ----- | ----- |
| Tottenham Hotspur F. C. Inglaterra | 1.ª           | 2018-19       | 8     | 0     | 4                | 0                | 0                     | 0                     | 12    | 0     |
| Tottenham Hotspur F. C. Inglaterra | 1.ª           | 2019-20       | 7     | 0     | 2                | 0                | 2                     | 0                     | 11    | 0     |
| Norwich City F. C. Inglaterra      | 2.ª           | 2020-21       | 45    | 1     | 2                | 0                | —                     | —                     | 47    | 1     |
| Norwich City F. C. Inglaterra      | Total club    | Total club    | 45    | 1     | 2                | 0                | 0                     | 0                     | 47    | 1     |
| Tottenham Hotspur F. C. Inglaterra | 1.ª           | 2021-22       | 18    | 0     | 6                | 0                | 4                     | 0                     | 28    | 0     |
| Tottenham Hotspur F. C. Inglaterra | 1.ª           | 2022-23       | 23    | 1     | 4                | 0                | 4                     | 0                     | 31    | 1     |
| Tottenham Hotspur F. C. Inglaterra | 1.ª           | 2023-24       | 21    | 0     | 3                | 0                | —                     | —                     | 24    | 0     |
| Tottenham Hotspur F. C. Inglaterra | Total club    | Total club    | 77    | 1     | 19               | 0                | 10                    | 0                     | 106   | 1     |
| Leicester City F. C. Inglaterra    | 1.ª           | 2024-25       | 24    | 0     | 4                | 0                | —                     | —                     | 28    | 0     |
| Leicester City F. C. Inglaterra    | Total club    | Total club    | 24    | 0     | 4                | 0                | 0                     | 0                     | 28    | 0     |
| Total carrera                      | Total carrera | Total carrera | 146   | 2     | 25               | 0                | 10                    | 0                     | 181   | 2     |

## Palmarés

### Títulos nacionales
| Título           | Club               | País       | Año     |
| ---------------- | ------------------ | ---------- | ------- |
| EFL Championship | Norwich City F. C. | Inglaterra | 2020-21 |

### Títulos internacionales
| Título          | Club       | País              | Año  |
| --------------- | ---------- | ----------------- | ---- |
| Eurocopa sub-21 | Inglaterra | Georgia y Rumania | 2023 |